# Шенкель, Ролан
Рола́н Шенке́ль (фр. Roland Schenkel; 1933 — 13 июня 2018) — швейцарский кёрлингист.
В составе мужской сборной Швейцарии участник чемпионата мира 1970 (заняли шестое место).
Играл на позиции четвёртого, был скипом команды.

## Команды
| Сезон   | Четвёртый     | Третий     | Второй      | Первый       | Турниры           |
| ------- | ------------- | ---------- | ----------- | ------------ | ----------------- |
| 1969—70 | Ролан Шенкель | Поль Метро | Эрнст Пошон | Мишель Вейль | ЧМ 1970 (6 место) |

(скипы выделены полужирным шрифтом)

## Частная жизнь
Из семьи кёрлингистов. Его отец — Шарль Шенкель (фр. Charles Schenkel), бывший президент Ассоциации кёрлинга Швейцарии (Swisscurling) и создатель «система Шенкеля» (модификации «швейцарской системы» для турниров по кёрлингу). В команде Ролана Шенкеля, выступавшей как мужская сборная Швейцарии на чемпионате мира 1970, играл также Эрнст Пошон (фр. Ernst Pochon), его шурин, муж его сестры Урсулы Пошон (фр. Ursula Schenkel, Ursula Pochon), которая работает на Ассоциацию кёрлинга Швейцарии более 50 лет. У Ролана было трое детей, один из которых, сын Бруно (фр. Bruno Schenkel) является пятикратным чемпионом Швейцарии по кёрлингу на открытом воздухе (англ. Open air curling), а также чемпион Швейцарии по кёрлингу среди смешанных команд (1996). Его племянница Беатрис Майер (фр. Béatrice Meier), дочь сестры Урсулы и Эрнста Пошона, является (по состоянию на 2022) многолетним президентом спортивного клуба (в т.ч. и кёрлинг-клуба) Curling Club Lausanne Olympique, а до того как кёрлингистка в составе женской сборной Швейцарии выиграла серебряные медали на чемпионате Европы 1986.